# اضطرابات مناهضة لليهود الإسرائيليين في داغستان
اضطرابات مناهضة لليهود الإسرائيليين في داغستان هي احتجاجات غاضبة اندلعت شرارتها مساء يوم 29 أكتوبر 2023 في محيط مطار محج قلعة الدولي، على خلفية العدوان الإسرائيلي على غزة في أكتوبر 2023 بمشاركة الآلاف من مواطني داغستان الذين استولوا على مبنى المطار بالكامل بعد تسرب خبر وصول رحلة جوية مؤقتة إلى داغستان قادمة مباشرة من مطار بن غوريون الدولي تنقل رعايا إسرائيليين ما أثار حفيظة المحتجين تزامنا مع الأحداث.

## مسار الأحداث
في 29 أكتوبر 2023 اقتحم المتظاهرين في داغستان مطارا دوليا في العاصمة محج قلعة قبيل هبوط طائرة قادمة من إسرائيل.
بالرغم من طوق أمني للمكان تمكن المتظاهرون -المنددون بالاعتداءات الإسرائيلية على قطاع غزة– باقتحام مبنى الركاب B ووصلوا مدرج المطار وبدؤوا بتفتيش السيارات المغادرة بحثا عن مسافرين إسرائيليين.
ورفع العلم الفلسطيني فوق المطار وهتف المتظاهرون “الموت للصهاينة” و“لا مكان لقتلة الأطفال في داغستان”.
وبعد أقل من ساعة أعلنت السلطات الروسية بإغلاق المطار وإنشاء مقر عملياتي برئاسة حاكم داغستان سيرغي ميلكوف.
بحسب الوسائل الإعلام الروسية هذه هي المرة الأولى بعد الحرب الشيشانية التي فقدت فيها السلطات الروسية السيطرة تماما على المطار في إحدى المدن الروسية الكبرى.
من جانبه فتح قسم لجنة التحقيق الروسي في داغستان قضية جنائية بموجب المادة المتعلقة بتنظيم أعمال شغب جماعية (الجزء 1 من المادة 212 من القانون الجنائي الروسي). أصيب العشرات بجروح خطيرة، بما في ذلك ضباط الشرطة، سيارات الإسعاف لم تتمكن من الوصول إلى المكان بسبب الزحام.
طائرة تابعة للخطوط الجوية خطوط ريد وينغز الجوية ‏ القادمة من تل أبيب هبطت في مطار محج قلعة في الساعة 19:17 بالتوقيت المحلي.
وفي الساعة 20:30، اخترق الحشد الطوق المحيط بمبنى المطار، واقتحموا المبنى، وركضوا إلى المطار وبدأوا في تفتيش الطائرات بحثا عن الإسرائيليين. كما أوقف الحشد الحافلات والسيارات وتأكدوا من أن الركاب يحملون جواز سفر إسرائيلي.
بعد ذلك، هاجم المتظاهرون سيارة دورية للشرطة وبدأوا في هزها.
وذكرت القناة التلفزيونية الإسرائيلية كان 11 على الهواء مباشرة أن هدف الحشد الغاضب في مطار محج قلعة كان إعدام الإسرائيليين واليهود دون محاكمة.
الحكومة الداغستانية منعت حركة المرور المؤدية من العاصمة محج قلعة إلى المطار. وتم تطويق المطار من قبل الحرس الوطني والقوات الخاصة وبدأوا في إجراء اعتقالات. وأثناء محاولة الاعتقال، بدأ بعض المتظاهرين في رشق الشرطة بالحجارة.
وفقًا للتقرير الرسمي للوكالة الاتحادية الروسية للنقل الجوي، تم إخلاء المطار من الأشخاص غير المصرح لهم في الساعة 22:20.وأغلقت المطار على الفور وتم توجيه جميع الرحلات الجوية إلى مطار فلاديقوقاز المجاور. بعد ذلك، أفادت وكالة النقل الجوي الفيدرالية أنه وفقًا لإشعار موظفي الطيران (NOTAM)، فإن مطار محج قلعة مغلق لاستقبال الطائيرات حتى الساعة 02:59 بتوقيت موسكو في 6 نوفمبر 2023.

## المصابين والمعتقلين
أفادت وزارة الصحة الداغستانية أن أكثر من 20 شخصًا أصيبوا في أعمال الشغب التي وقعت في المطار، وأن شخصين في حالة خطيرة، ومن بين الضحايا ضباط شرطة.
وتم اعتقال 59 متظاهراً ونقلوا إلى مراكز الشرطة.

## النتائج والعواقب
قال أوفاديا إيساكوف، ممثل الحاخامية في داغستان، أنه "لا يستبعد إجلاء اليهود من داغستان".
وفيما يتعلق بالاستيلاء على المطار فتحت لجنة التحقيق الروسي في داغستان قضية جنائية بموجب المادة 212 من القانون الجنائي للاتحاد الروسي بشأن أعمال الشغب الجماعية، والتي تكون عقوبتها السجن لمدة تتراوح بين ثمانية أعوام وخمسة عشر عاما.
عالم السياسة الروسي سيرجي ماركوف قال: إن المذبحة المعادية لليهود يجب أن توقفها يد الدولة القوية.

## رد الفعل الدولي
جاء في بيان الخارجية الإسرائيلية أن "دولة إسرائيل تنظر إلى المحاولات التي تستهدف إيذاء المواطنين الإسرائيليين واليهود في أي مكان على أنها أمر خطير".
كما قال مكتب رئيس الحكومة بنيامين نتنياهو إنه يتابع مع الخارجية ورئاسة الأمن القومي تطورات الأحداث في داغستان، مضيفا أن إسرائيل تتوقع من سلطات تطبيق القانون الروسية الحفاظ على سلامة جميع المواطنين الإسرائيليين واليهود أينما كانوا.
وأضاف البيان الإسرائيلي أنه "ينبغي التصرف بشكل حاسم ضد مثيري الشغب وضد التحريض الجامح الموجه ضد اليهود والإسرائيليين".